# Isabelle de Ludres
Marie-Elisabeth de Ludres (známá jako Isabelle de Ludres, 1647, Ludres, Francie – 28. ledna 1726, Nancy) byla francouzská šlechtična, po krátkou dobu milenka francouzského krále Ludvíka XIV. v letech 1675–76. Přezdívalo se jí la belle Isabelle (krásná Isabela).

## Život
Byla dcerou Jeana de Ludres a jeho manželky Claude de Salles. V roce 1662 byla zasnoubena s lotrinským vévodou Karlem IV., který byl zapuzen papežem za to, že opustil svou manželku Nicole Lotrinskou kvůli milence Béatrix de Cusance. Zásnuby byly zrušeny, když se vévoda oženil s Marií Luisou d'Aspremont. Isabelle odmítla vévodovu nabídku, aby byla nadále jeho milenkou. Poté se v roce 1670 stala dvorní dámou francouzské královny Marie Terezy Habsburské a v roce 1673 Alžběty Šarloty Falcké.
V roce 1675 se stala milenkou francouzského krále Ludvíka XIV., který chtěl tento vztah udržet v tajnosti a neměl v plánu z Isabelle učinit oficiální metresu. Tzv. oficiální královou milenkou (maîtresse-en-titre) byla tehdy Madame de Montespan. Mezi oběma krásnými ženami vznikla rivalita, a král se s Isabelle de Ludres rozešel. V roce 1678 Isabelle opustila královský dvůr a přestěhovala se z Versailles do Paříže. Následně přijala královskou penzi a odešla do Nancy v Lotrinsku. V roce 1720 byla králem Ludvíkem XV. povýšena na markýzu. Zemřela v roce 1726 ve stáří 78 let.